# Lamborghini 400GT
Lamborghini 400GT — назва двох моделей спортивних автомобілів класу GT, які випускав італійський автовиробник Lamborghini у 1966–1968 роках.

## Історія

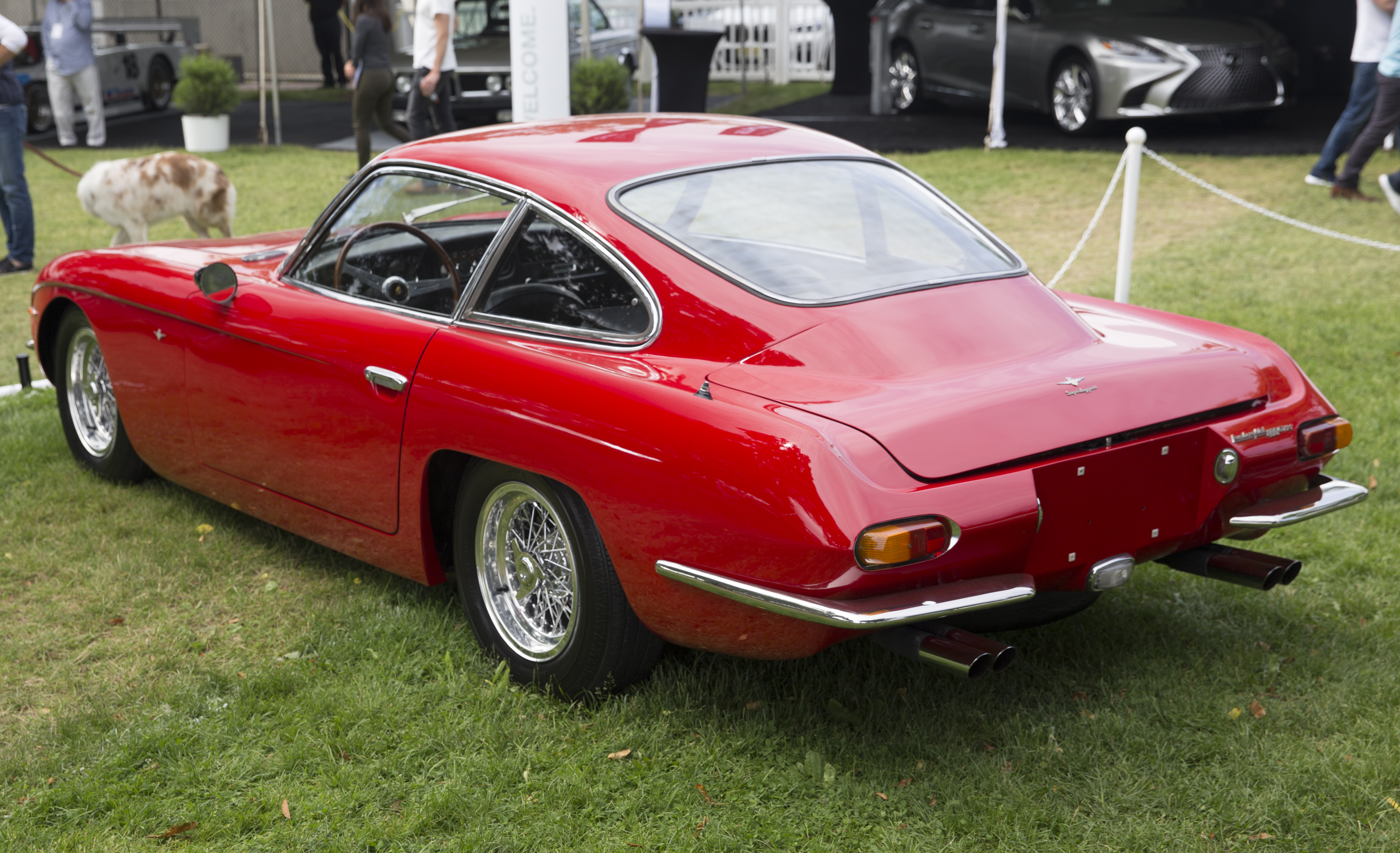

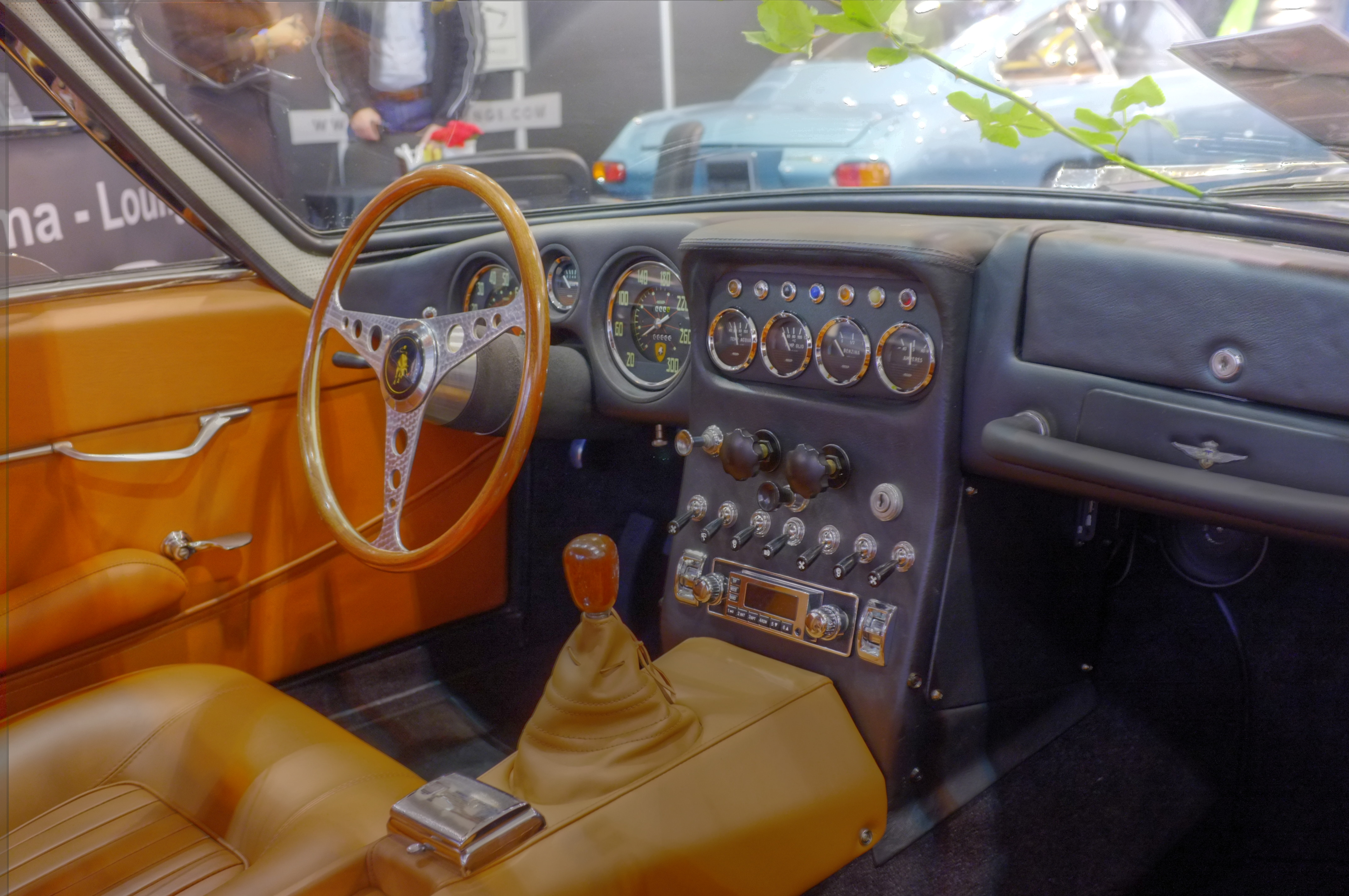

### Lamborghini 400GT (Interim)[1]
Перший Lamborghini 400GT був створений на основі моделі Lamborghini 350GT і відрізнявся від нього подвійними фарами та збільшеним до 3929 см³ об'ємом двигуна версії V12, потужністю 320 к.с. (239 кВт). Ця модель була проміжною між 350GT та 400GT 2+2, адже кузов залишився старий із незначними змінами. Загалом вийшло 23 машини, з яких три мали алюмінієвий кузов.

### Lamborghini 400GT 2+2
Другий варіант 400GT, відомий як 400GT 2+2, був вперше представлений на Женевському автосалоні. Кузов, розроблений Carrozzeria Touring, був більший, ніж у 350GT та 400GT (Interim). Були додані два сидіння ззаду, на відміну від 350GT, де було місце лише для багажника або ще одного сидіння. Збільшили висоту даху, люк бензобаку перенесли на стійку даху, зменшили заднє вікно. Також модель 400GT 2+2 мала розроблену «Ламборґіні» коробку передач, із синхронізованими передачами, що значно поліпшило трансмісію. Усі 400GT в заводській комплектації мали шини Pirelli Cinturato 205VR15 (CN72). Колісна база обох моделей 400GT та 400GT 2+2 була така сама, як і в моделі 350GT, і становила 2,55 м.
Вийшло 224 автомобілі Lamborghini 400GT 2+2. 1968 року цю модель замінили на Lamborghini Islero.

### Lamborghini 400GT Monza
Окремо, в єдиному екземплярі, вийшла модель 400GT Monza на базі 400GT. Її авторами були Джорджо Нері та Лучіано Боначіні, які спочатку працювали над серією Nembo для компанії Ferrari, а пізніше Феруччо Ламборґіні запросив їх для розробки Lamborghini 350 GTV.
Це був двомісний спортивний автомобіль, створений для американського замовника, який збирався узяти участь в гонках «24 години Ле-Мана». Однак випробовування авто поклали край цим планам. Зрештою, автомобіль придбав на автошоу в Барселоні заможний іспанець, який володів ним до своєї смерті на початку 1990-х років. У 1996 році родина колишнього власника запросила аукціонний дім Brooks (зараз — Bonhams) оцінити деякі автомобілі з колекції, серед яких виявився і Lamborghini 400GT Monza. Після дев'ятирічних переговорів, автомобіль був виставлений на аукціон зі стартовою ціною 160 000 фунтів стерлінгів.